# Hu Bin (natation)
Pour les articles homonymes, voir Hu Bin.
Hu Bin, né en 1973, est un nageur chinois.

## Biographie
Hu Bin remporte aux Championnats du monde de natation en petit bassin 1993 à Palma la médaille d'argent sur 50 mètres nage libre.